# شهرستان مونگون-تایگینسکی
شهرستان مونگون-تایگینسکی (به لاتین: Mongun-Tayginsky District) یک شهرستان در روسیه است که در تووا واقع شده‌است.